# Académie de la langue des signes française
L'Académie de la langue des signes française, souvent abrégée en ALSF, est une association française pour promouvoir la langue des signes française. Elle est créée le 20 juin 1979 par Guy Bouchauveau et Christian Bourgeois, le premier président. Elle propose des formations à la langue des signes française et participe à la recherche de cette langue. L'ALSF est un centre de formation accrédité pour la préparation au diplôme de compétence en langue (DCL), l'Académie participe aussi activement à la recherche pour la langue des signes, en partenariat avec l'IVT (International Visual Theatre)

## Prix des Mains d'or
L'association a créé le Prix des Mains d'Or. Le Prix des Mains d'Or est un prix pluridisciplinaire français récompensant des personnes ou des associations ayant accompli un travail remarquable pour protéger ou promouvoir la communauté sourde, décerné depuis 1999,.